# Chiptune

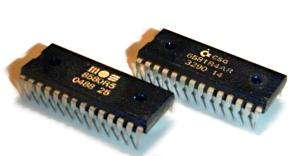
MOS 6581 en 8580 Commodore 64 SID chips

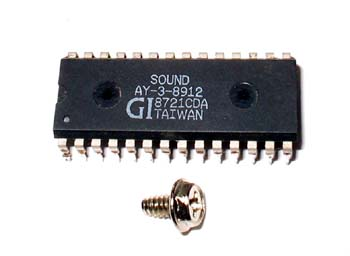
AY-3-8912 chip, Amstrad CPC, Atari ST, MSX en Sinclair ZX Spectrum 128

Een chiptune of chipmuziek is muziek die onmiddellijk gesynthetiseerd wordt door een computer of de geluidschip in een spelcomputer
in plaats van samples te gebruiken. Een andere populaire omschrijving van een chiptune is een module die kleine, geluste samples gebruikt om het geluid van voorgaande chips te emuleren.
Het gouden tijdperk van de chiptunes was in het midden van de jaren tachtig tot de vroege jaren negentig toen de toepassing van zulke geluidschips de meest gebruikte methode was om muziek op computers te genereren.
De vroegste geluidschips hadden slechts simpele toon- en ruisgenerators met weinig kanalen beschikbaar waardoor zowel de complexiteit van een lied alsook het aantal noten dat tegelijkertijd afgespeeld kon worden beperkt was.
In hun verlangen naar het maken van complexere liederen dan wat technisch mogelijk was bedachten componisten creatieve manieren om hun eigen geluiden te ontwerpen.

## Geschiedenis

### Oorsprong
De vroegste voorgangers van chipmuziek kunnen gevonden worden in de vroege geschiedenis van computermuziek. In 1951 werden de computers CSIRAC en Ferranti Mark 1 gebruikt om publiekelijk realtime gesynthetiseerde digitale muziek te maken.
In de loop van de jaren zeventig begonnen spelconsoles en microcomputers geïntegreerde schakelingen met een opgedragen geluidslogica te krijgen. Een noemenswaardig vroeg voorbeeld is de TIA chip van de Atari VCS (1977) waarin twee kanalen  met een aparte volumeregeling en golfvorminstelling zaten.
Toen vele microcomputers met hun muziek- en geluidsmogelijkheden verkocht werden, kwam ook commerciële muzieksoftware voor veel modellen beschikbaar. Een voorbeeld is de Atari Music Composer die in 1980 voor de Atari 400/800 verkocht werd. Deze programma's waren doorgaans gemakkelijk te gebruiken maar zeer beperkt in hun mogelijkheden. Om echt voordeel uit de geluidschips te halen moest men kunnen programmeren.

### SID muziekcultuur
Ongetwijfeld het invloedrijkste stuk hardware in de ontwikkeling van chipmuziek was de SID, de geluidschip van de Commodore 64 (1982). Tegen 1985 begonnen verscheidene programmeurs voor de Commodore 64 zoals Rob Hubbard, David Whittaker, Martin Galway en Jeroen Tel de muzikale mogelijkheden van de SID te verkennen om variërende en interessante computerspelmuziek te produceren. Vanwege het ontbreken van voldoende geavanceerde software werden hiervoor meestal machinetaalmonitors gebruikt.
Op hetzelfde moment probeerden hobbyisten de muziek uit de spellen te "rippen". De "geripte" muziek werd onder hen op-zichzelf-staand verspreid. Het werd daarna (en nu nog steeds) ook gebruikt als achtergrondmuziek voor crack-intro's en demo's.
Later begonnen vele demogroepen hun eigen muziek te produceren in plaats van het uit spellen te halen.

### Tracker chiptunes
Commodore Amiga (1985), met zijn sample-gebaseerde geluidssynthesiser nam afstand van het concept waarbij enkel chip-gegenereerde geluiden gebruikt werden. Amiga tracker, te beginnen met Karsten Obarski's Ultimate Soundtracker (1987) heeft vele computergebruikers geïnspireerd om computermuziek te maken.
Als een uitloper van de tracker-muziek werd een soort geboren die aan de muziek van de Commodore 64 doet denken. Dit soort muziek werd nadien "chiptunes" genoemd.
De vroegste voorbeelden van tracker-chiptunes dateren van 1989-1990 en moeten toegeschreven worden aan de demoscene-muzikanten 4-Mat, Baroque, Turtle en Duz.
Tracker chiptunes zijn gebaseerd op zeer korte geluste golfvormen die door tracker-effecten zoals arpeggio, vibrato en portamento gemoduleerd worden. Het kleine formaat van de samplegegevens maakten tracker-chiptunes veel ruimte-efficiënter dan de meeste andere soorten trackermuziek, wat hen aantrekkelijk maakte voor demoscene-demo's en crack-intro's. Tracker-chiptunes worden ook vaak gebruikt in andere warezscene-programma's zoals keygens.
Tegenwoordig wordt de term "chiptune" ook gebruikt om ware chipgebaseerde muziek te omvatten maar sommige bronnen zoals het Amiga Music Preservation project zien een chiptune specifiek zoals een kleine trackermodule.

### Stappen naar de algemene muziekwereld toe
Voor de jaren 2000 werd chipmuziek amper live vertoond en de liederen werden zowat enkel als uitvoerbare programma's en andere computerformaten verspreid.
De eerste voorbeelden van platenlabels die chipmuziek uitgaven kunnen aan het eind van de jaren 90 gevonden worden.
Kort na het jaar 2000 begon een nieuwe golf van chiptunes zich te verspreiden. Dit werd vooral in de hand gewerkt door software zoals LSDJ voor de Game Boy. Deze nieuwe subcultuur legde meer de nadruk op live-voorstellingen en platen dan de demoscene en trackercultuur waarvan de nieuwe artiesten zich veelal weinig bewust zijn.

## Technologie
Historisch gezien werden geïntegreerde schakelingen gebruikt zoals:
- Ricoh 2A03 in de Nintendo Entertainment System.
- De analoog-digitale hybride Atari POKEY in de Atari 400/800 en arcadehardware
- De MOS Technology SID in de Commodore 64
- General Instrument AY-3-8910 of 8912 op Amstrad CPC, Atari ST (Yamaha YM2149), Atari Falcon (Yamaha Y3439-F), MSX en Sinclair ZX Spectrum 128.
- Yamaha YM2612 in Mega Drive
- Yamaha YM3812 in IBM PC-compatibels

Voor de MSX werden verscheidene geluidsupgrades zoals de Konami SCC, de Yamaha YM2413 (MSX-MUSIC) en Yamaha Y8950 (MSX-AUDIO, voorganger van de OPL3) en de op-OPL4-gebaseerde Moonsound uitgegeven, elk met hun eigen karakteristieke chiptune-geluid.
De Game Boy heeft net zoals de NES geen aparte geluidschip maar ze gebruiken beiden digitale logica die in de CPU ingebakken zit.
Paula staat bekend als de geluidschip op Amiga maar is niet echt een geluidsgenererende chip op zichzelf. Het is enkel verantwoordelijk voor het ophalen van samples uit het RAM-geheugen naar de audiouitvoer, gelijkwaardig met de functie van hedendaagse geluidskaarten.
Op de ZX Spectrum 128k modellen, Amstrad CPC en Atari ST worden chipgeluiden gegenereerd door simpelweg het blokgolf kloksignaal te delen en zo een blokgolf aan de gewenste
frequentie te krijgen waarna een zaagtand/driehoeksgolf van de volume LFO of een ADSR om een soort van ringoscillatie te krijgen.
LFO's worden gebruikt om een geluidsparameter zoals pitch of filters in een herhalende cyclus te beïnvloeden.
Toen nieuwere computers stopten met het gebruiken van opgedragen synthesizerchips en dit voornamelijk door sample-gebaseerde melodieën vervingen konden realistischere klankkleuren bekomen worden maar meestal
ten koste van bestandsgrootte (zoals bij het MOD-bestandsformaat het geval is) en mogelijk zonder de persoonlijkheid van oudere geluidschips.
Het standaard MIDI bestandsformaat, tezamen met de General MIDI-instrumentenset beschrijft slechts welke noten en op welke instrumenten ze gespeeld worden. General MIDI wordt niet gezien als een chiptune omdat een MIDI bestand geen informatie over de instrumenten bevat.
Veelgebruikte bestandsformaten om chiptunes samen te stellen en af te spelen zijn SID, SAP, YM, SNDH, MOD, XM, verscheidene op-Adlib-gebaseerde bestandsformaten en vele Amiga-bestandsformaten.

## Stijl
Chiptunes bestaan meestal uit basisgolven zoals sinus-, blokgolf- en zaagtand- of driehoeksgolven met wat percussie die veelal gegenereerd wordt vanuit witte ruis die door een ADSR of PCM-sample gaat.
Vanwege de bovenstaande redenen kan een klassieke chiptune herkend worden aan zijn simpele instrumenten, witte ruis of lagekwaliteitssamples en sterk gebruik van snelle arpeggios om akkoorden van drie of vier noten op een enkel kanaal (vanwege hardwarematige beperkingen moeten meerdere noten op hetzelfde pad geplaatst worden).

## Nu
Moderne computers kunnen een hele reeks chiptuneformaten afspelen door emulators en platform-specifieke plugins voor mediaspelers te gebruiken.
Afhankelijk van de hardware die geëmuleerd wordt kan niet altijd 100% nauwkeurigheid gegarandeerd worden. De veelgebruikte SID-chip (bijvoorbeeld) heeft een multi-modefilter inclusief analoge schakelingen waarvan de eigenschappen slechts wiskundig geschat worden.

## Vertegenwoordigende artiesten e.a.

### Klassiek tijdperk
Dit tijdperk werd gekarakteriseerd door het gebruik van thuiscomputers en spelconsoles. Liederen werden meestal meegeleverd met spellen, cracks of demo's.
Noemenswaardige artiesten uit deze periode zijn o.a. Rob Hubbard, Ben Daglish, Chris Hülsbeck, Tim Follin, Jeroen Tel and Martin Galway op de C64, Jochen Hippel op de Atari ST, Yuzo Koshiro op diverse FM geluidschips waaronder de Yamaha YM2612 van de Mega Drive en Koji Kondo, Nobuo Uematsu, Hirokazu "Hip" Tanaka en Yuukichan's Papa op de NES.

### Moderne heroplevingen
Het moderne tijdperk heeft een golf van diversiteit in het chiptunemilieu gebracht. Moderne elektronische dancemuziek, zeker dance-pop, house en techno werd hierdoor beïnvloed.